# Jacek Łoś
Jacek Łoś herbu Dąbrowa – podczaszy bełski w latach 1710–1712, sędzia grodzki bełski, podstarości bełski, marszałek sejmiku województwa bełskiego w 1703 roku.
Jako poseł województwa bełskiego był uczestnikiem Walnej Rady Warszawskiej 1710 roku.